# Amala e Kamala
Amala e Kamala, também conhecidas como as meninas lobo, foram duas crianças selvagens encontradas na Índia no ano de 1920. A primeira delas tinha um ano e meio e faleceu um ano mais tarde. Kamala, no entanto, já tinha oito anos de idade, e viveu até 1929. Elas agiam como filhotes de lobo, de forma incomum. A história dessas crianças intriga a muitas pessoas.
Suas idades presumíveis eram por volta de 2 e 8 anos. Deram-lhes os nomes de Amala e Kamala, respectivamente. Após encontrá-las, o Reverendo Singh levou-as para o orfanato que mantinha na cidade de Midnapur. Foi lá que ele iniciou o penoso processo de socialização das duas "meninas-lobo". Elas não falavam, não sorriam, andavam de quatro, uivavam para a lua e sua visão era melhor à noite do que ao dia. Amala, a mais jovem, morreu com dois anos e meio de idade devido à adaptação dolorosa ao abrigo (como ela não tinha a alimentação que ela estava acostumada, de carne crua e podre).
Kamala viveu durante oito anos na instituição que a acolheu, humanizando-se lentamente. Ela necessitou de seis anos para aprender a andar e pouco antes de morrer só tinha um vocabulário de 50 palavras. Atitudes afetivas foram aparecendo aos poucos.
Ela chorou pela primeira vez por ocasião da morte de Amala e se apegou lentamente às pessoas que cuidaram dela e às outras crianças com as quais viveu. 

## Controvérsias
Devido a muitas diferentes versões, a história delas sustentava testemunha outra senão o próprio Reverendo Singh, onde persistem consideráveis controvérsias relacionadas com a veracidade da história. A maioria dos cientistas consideravam Amala e Kamala crianças com emburrecimento mental e defeitos congênitos. O "mito" de terem sido criadas por lobos é uma antiga concepção indiana para explicar o comportamento animalesco de crianças abandonadas com defeitos congênitos.

## Estudos Recentes
De acordo com o cirurgião francês Serge Aroles, é possível garantir que as duas não tinham nenhum tipo de deficiência, o caso de Amala e Kamala é a farsa mais escandalosa relacionada a crianças selvagens. Em seu livro "L'Enigme des enfants-loup" (2007), Aroles descreve sua pesquisa acerca do caso. Ele varreu arquivos e fontes desconhecidas oficialmente e concluiu:
- O diário original o qual Singh dizia ter escrito "dia após dia durante a vida das duas garotas-lobas" é falso. Ele foi escrito na Índia depois de 1935, seis anos após a morte de Kamala (O manuscrito original é mantido na divisão de manuscritos da biblioteca dos Estados Unidos do Congresso em Washington, D.C.);
- A foto mostrando as duas garotas-lobas andando de quatro, comendo carne crua, e outros, foram tiradas em 1937, depois da morte das garotas. As fotos, na verdade, mostram duas garotas de Midnapur posando a pedido de Singh. O corpo e rosto da garota nas fotos são totalmente diferentes do corpo e rosto de Kamala, como se pode ver em suas verdadeiras fotos;
- De acordo com o médico responsável pelo orfanato, Kamala não tinha nenhuma das anomalias inventadas por Singh, tais como dentes longos e pontudos, locomoção de quatro com articulações rígidas, visão noturna com emissão de um brilho azul intenso a partir de seus olhos, durante a noite;
- De acordo com diversos depoimentos não confiáveis coletados em 1951-1952, Singh costumava bater em Kamala para fazê-la agir como descrito na frente de visitantes;
- A fraude foi desenvolvida para ganho financeiro. Aroles mostra cartas entre Singh e o Professor Robert M. Zingg, nas quais Zingg expressa sua crença no valor financeiro da história;
- Depois de suas publicações do diário de Singh, Zingg enviou US$500 para Singh, que estava desesperadamente precisando de dinheiro para manter seu orfanato;
- Após algum tempo foi comprovado por especialistas que Kamala tinha uma condição do neurodesenvolvimento chamada Síndrome de Rett.